# 伊東祐太郎
伊東 祐太郎（いとう ゆうたろう、生没年不詳）とは明治時代の東京の地本問屋である。

## 来歴
明治時代に東京で地本問屋を営業しており、明治10年（1877年）に古林栄成の大判3枚続の錦絵「巷説載談　西隅紀聞」および『鹿児島余聞 絵入』1冊を出版している。